# Dolnja Prekopa
Dolnja Prekopa este o localitate din comuna Kostanjevica na Krki, Slovenia, cu o populație de 236 de locuitori.